# تدقيق تسويقي
التدقيق التسويقي هو دراسة مفصلية للبيئة التسويقية للشركة، ونشاطات التسويق المحددة، ونظام التسويق الداخلي. إنه يدرس أسواق الشركة وزبائنها ومنافسيها في سياق البيئة الاقتصادية والسياسية الإجمالية. وهو يستلزم تنفيذ بحث تسويقي وجمع معلومات تاريخية حول شركتك ومنتجاتها.
التدقيق التسويقي الإلكتروني: 
مع تطور التسويق الإلكتروني وتشعبه. تقوم بعض الشركات المتخصصة بتقديم فحص ودراسة شاملة لإنماط التسويق الإكتروني المستخدمة بصورة حيادية.
وذلك يشمل جوانب متعددة تتضمن 
- فحص الجوانب التقنية.
- فحص المستهدفين وجودة الزوار.
- فحص الميزانيات التسويقية والعوائد منها.
- طرق الاستحواذ.